# Blastotrochus nutrix
Blastotrochus nutrix är en korallart som beskrevs av Milne Edwards och Jules Haime 1848. Blastotrochus nutrix ingår i släktet Blastotrochus och familjen Flabellidae. Inga underarter finns listade i Catalogue of Life.